# Сапрыкин, Владимир Александрович
Влади́мир Алекса́ндрович Сапры́кин (род. 1935, село Антоновка, Исилькульский район, Омская область, СССР) — советский и российский религиовед, культуролог и социолог религии. Доктор философских наук (1978), профессор. Один из авторов «Атеистического словаря», «Православие: Словарь атеиста» и энциклопедического словаря «Российская цивилизация: этнокультурные и религиозные аспекты».

## Биография
Родился в 1935 году в селе Антоновка Исилькульского района Омской области в семье крестьянской интеллигенции. 
В 1959 году окончил историко-филологическое отделение Петропавловского педагогического института имени К. Д. Ушинского. 
В 1959–1960 годах — учитель истории в средней школе в Балхаше. 
В 1960—1965 и 1967—1968 годах — лектор и заведующий отделом пропаганды и агитации Балхашского городского комитета КПСС в Карагандинской области. 
В 1965—1966 годах — главный редактор газеты «Балхашский рабочий».
В 1970 году в Институте научного атеизма Академии общественных наук при ЦК КПСС защитил диссертацию на соискание учёной степени кандидата философских наук по теме «Роль субъективного фактора в процессе преодоления религии в условиях социализма». 
В 1978 году в Институте научного атеизма Академии общественных наук при ЦК КПСС защитил диссертацию на соискание учёной степени доктора философских наук по теме «Проблемы формирования научно-материалистического атеистического мировоззрения в условиях социалистического города» (специальность 09.00.06 — научный атеизм). 
В 1970—1980 годах являлся руководителем лекторской группы, заведующим отделами науки и учебных заведений, пропаганды и агитации Карагандинского областного комитета КПСС. 
В 1980—1991 годах — инструктор, лектор, заведующий сектором отдела пропаганды ЦК КПСС, заведующий Всесоюзным домом политического просвещения при ЦК КПСС и руководитель Информационно-политического центра ЦК КПСС. 
С октября 1991 года — профессор и заведующий кафедрой культурологии Московского государственного института электроники и математики (технического университета).

## Общественного-политическая деятельность
Выступал на стороне коммунистов экспертом Конституционного суда Российской Федерации по делу КПСС. 
Делегат II Чрезвычайного (восстановительного) съезда КПРФ. 
До 2000 года являлся кандидатом в члены ЦК КПРФ и руководителем идеологического отдела партии. 
Один из создателей общероссийской общественной организации «Российские учёные социалистической ориентации» (РУСО). 
Член редакционно-издательского совета журнала «Марксизм и современность».

## Научные труды

### Монографии
- Сапрыкин В. А., Сулацков А., Рудницкая Л., Штейн В. Как мы боремся с сектантством: (Об опыте атеистич. работы в г. Балхаше). — Алма-Ата: Казахстан, 1965. — 223 с.
- Сапрыкин В. А. Актуальные проблемы научно-атеистического воспитания в условиях города. — М.: Знание, 1986. — 64 с. (Новое в жизни, науке, технике. Научный атеизм; 6/1986).
- Сапрыкин В. А. Роль субъективного фактора в преодолении религии. — Алма-Ата: Казахстан, 1972. — 103 с.
- Сапрыкин В. А. Урбанизация и проблемы атеизма. — Алма-Ата: О-во "Знание" КазССР, 1974. — 39 с. — (Знание — народу/ О-во "Знание" КазССР).
- Целенаправленно и настойчиво: (Из опыта атеистической работы Карагандинского обкома КП Казахстана): Сборник статей / Сост. В. А. Сапрыкин. — Алма-Ата: Казахстан, 1975. — 168 с.
- Сапрыкин В. А. Социалистический город и атеистическое воспитание. — Алма-Ата: Казахстан, 1976. — 127 с.
- Сапрыкин В. А. Рука доброго друга: (Из опыта атеистического воспитания в условиях города). — М.: Политиздат, 1976. — 62 с. (Библиотечка атеиста).
- Сапрыкин В. А. Формирование атеистического мировоззрения рабочих. — Алма-Ата: О-во "Знание" КазССР, 1977. — 39 с.
- Сапрыкин В. А. Урбанизация. Атеизм. Религия. Проблемы формирования научно-материалистического атеистического мировоззрения в условиях социалистического города. — Алма-Ата: Казахстан, 1981. — 287 с.
- Сапрыкин В. А. Социалистический коллектив и атеистическое воспитание. Опыт, система, проблемы. - М.: Политиздат, 1983. — 175 с.
- Сапрыкин В. А. Урбанизация и атеистическое воспитание. — К.: Политиздат Украины, 1985. — 173 с.
- Сапрыкин В. А. Трудовой коллектив: атеисты и верующие. — М.: Политиздат, 1990. — 223 с. — ISBN 5-250-00771-6
- Русская культура: ценности и архетип: [Сб. ст.] / М-во образования Рос. Федерации. Моск. гос. ин-т электроники и математики (Техн. ун-т); Под общ. ред. В. А. Сапрыкина. — М.: МГИЭМ, 2000. — 92 с. ISBN 5-230-16276-7
- Сапрыкин В. А. Революция и контрреволюция: прометеи и плутократы: (философско-публицистическое эссе на главную тему нашего времени). — М.: Слово, 2004. — 373 с. ISBN 5-9290-0123-5 : 1000 экз.
- Сапрыкин В. А. Русская культура: понятие, генезис, самобытность, амбивалентность: учебное пособие. — М.: МГИЭМ, 2005. — 88 с. ISBN 5-94768-043-2
- Сапрыкин В. А. Антикоммунизм. Оппортунизм. Контрреволюция: новое философско-политическое эссе о революции и революционерах, о контрреволюции и контрреволюционерах. — М.: Слово, 2007. — 475 с. ISBN 5-9290-0180-4
- Сапрыкин В. А. Ценности социализма: суровая диалектика формационно-цивилизационной системы общественных ценностей. — М.: Алгоритм, 2014. — 479 с. ISBN 978-5-4438-0945-8
- Сапрыкин В. А. Империализм и оппортунизм: классовые противники или союзники: популярные публицистические заметки. — М.: Алгоритм, 2016. — 399 с. ISBN 978-5-906817-99-0 : 200 экз.

### Учебные пособия
- Введение в культурологию : учебное пособие по курсу "Теория и история мировой и отечественной культуры" / Под ред. В. А. Сапрыкина. — В 3-х ч. — М.: МГИЭМ, 1995. — Ч.I. — 210 с., ч. II. — 413 с., ч. III. — 168 с.
- Сапрыкин В. А. Отечественная культура советского периода: антиномии, идеалы, ценности, историческое место: Учебное пособие. — М.: МГИЭМ, 2003. — 120 с. ISBN 5-94506-030-5
- Культурология: в исходных научных понятиях, структурно-логических схемах, исторических феноменах культуры: учебное пособие / Э. В. Быкова и др.; под ред. В. А. Сапрыкина; М-во образования и науки Российской Федерации, Федеральное агентство по образованию, Гос. образовательное учреждение высшего проф. образования "Московский гос. ин-т электроники и математики" (технический ун-т)", Каф. культурологии. — М.: МГИЭМ, 2010. — 612 с. ISBN 978-5-94506-249-8

### Статьи
- Сапрыкин В. А. Атеистическая работа партийной организации в условиях города // Вопросы научного атеизма. Вып. 9. Система атеистического воспитания / Редкол. сб. А. Ф. Окулов (отв. ред.) и др.; Акад. обществ. наук при ЦК КПСС. Ин-т научного атеизма. — М.: Мысль, 1970. — С. 216—234. — 406 с. — 17 500 экз.
- Сапрыкин В. А. гл. V  // Атеизм в СССР: становление и развитие / [Воронцов Г. В., Гараджа В. И., Денисов С. Г. и др.; Редкол.: А. Ф. Окулов (отв. ред.) и др.]; Акад. обществ. наук при ЦК КПСС, Ин-т науч. атеизма. — М.: Мысль, 1986. — 238 с.
- Сапрыкин В. А. Национальный вопрос и будущее России: проблема поиска альтернативы // Информационные войны. — 2009. — № 3 (11). — С. 31–41. ISSN 1996-4544
- Сапрыкин В. А. Социальный оптимизм — решающий фактор успеха модернизации // Инновации. — 2012. — 5 (163). — С. 85-88 ISSN 2071-3010

## Публицистика
- Сапрыкин В. А. Возвращённое счастье // Балхашский рабочий. 14.12.1965.